# Vườn quốc gia Lesmurdie Falls
Vườn quốc gia Lesmurdie Falls là một vườn quốc gia ở Tây Úc, Úc.